# Сеп Кус
Сеп Кус (енгл. Sepp Kuss; 13. септембар 1994) амерички је професионални бициклиста који тренутно вози за  ворлд тур тим — Визма—лејз а бајк. По једном је освојио Вуелта а Еспању, трку Тур оф Јута и Вуелта а Бургос. На Вуелти је остварио двије етапне побједе, а на Тур де Франсу једну.

## Каријера

### Почетак каријере
Као јуниор углавном се такмичио у брдском бициклизму, а као студент Универзитета Колорадо побиједио је на двије трке 2014. и 2015. када је постао национални првак у брдском бициклизму. На питање какве су му амбиције у бициклизму изјавио је да жели да иде далеко колико буде могао након што дипломира, а на питање са којим бициклистом би отишао на ручак изјавио је Петер Саган.
Током 2016. године возио је за локални тим Гетавеј Харли дејвидсон / Трек. Прву побједу остварио је на трци Редландс класик, гдје је побиједио је на једној етапи на успону, док је трку Тур оф Гила завршио на четвртом мјесту. Године 2017. возио је за Рели сајклинг, са којим је Тур оф Алберта трку завршио на другом мјесту, иза Евана Хуфмана, а Тур оф Јута трку завршио је на деветом мјесту.

### 2018—
Године 2018. прешао је у холандски би ворлд тур тим ЛотоНЛ—јумбо, са којим је потписао уговор на двије године. У августу је освојио Тур оф Јуту, уз три етапне побједе и освојену брдску класификацију, након чега је возио своју прву гранд тур трку — Вуелта а Еспању, гдје је радио за Стивена Кројсвајка, који је завршио на четвртом мјесту. Године 2019. возио је Ђиро д’Италију по први пут, гдје је радио за Приможа Роглича и завршио је на 56 мјесту у генералном пласману, док је Роглич завршио на трећем. У августу је возио Вуелта а Еспању, гдје је поново радио за Роглича. На етапи 15 је отишао у бијег, гдје је напао на последњем успону, на 7 km до циља и остварио је соло побједу, 40 секунди испред Рубена Герера. До краја трке је радио за Роглича и завршио је на 29 мјесту у генералном пласману, док је Роглич освојио Вуелту.
Године 2020. завршио је Тур де ла Провенс на осмом и Критеријум ди Дофине на десетом мјесту, након чега је возио Тур де Франс по први пут, а пред почетак трке најављен је дуел између тимова Инеос и Јумбо—визма као два најбоља тима. На етапи 15, чији је циљ био на успону Гран Колумбијер, завршио је на шестом мјесту, радећи за Роглича, 15 секунди иза Тадеја Погачара који је побиједио  Роглича у спринту. На етапи 17, чији је циљ био на успону екстра категорије Кол де ла Лоз, завршио је на четвртом мјесту, 56 секунди иза Мигела Анхела Лопеза, док је Роглич завршио на другом мјесту. Тур је завршио на 15 мјесту у генералном пласману, што је била најбоља позиција неког америчког возача од 2015. када је Ендрју Талански завршио на 11 мјесту. У финишу сезоне возио је Вуелта а Еспању, на којој су лидери тима били Роглич и Том Димулен. Прве три етапе завршио је у првих десет, али је у наставку трке губио вријеме радећи за Роглича; на етапи 12, радио је за Роглича и помогао му да изгуби што мање времена након што је Ричард Карапаз напао на успону Алто де л’Англиру. Завршио је на 16 мјесту у генералном пласману, док је Роглич освојио Вуелту другу годину заредом.
Године 2021. завршио је Вуелта а Каталуњу на 12 и Тур де Романди на 14 мјесту. У јулу је возио Тур де Франс, гдје је требало да ради за Роглича, али је Роглич пао у финишу треће етапе, на 10 km до циља, а затим је напустио трку прије почетка девете етапе. Тим се фокусирао на етапне побједе, а Кус је отишао у бијег на етапи 15, гдје је напао на последњем успону, на 20 km до циља и остварио је побједу 20 секунди испред Алехандра Валвердеа, што му је била прва побједа на Тур де Франсу и прва побједа неког америчког возача на Туру након Тајлера Фарара 2011. У финишу сезоне возио је Вуелта а Еспању. Хронометар на првој етапи завршио је на 12 мјесту, 15 секунди иза Роглича, али је остварио најбоље вријеме на успону и узео је тачкасту мајицу, за лидера брдске класификације. Мајицу је изгубио послије треће етапе када је преузео Рејн Тарамаје, који је и побиједио на етапи. На седмој етапи отишао је у бијег, али је отпао у финишу када су други возачи нападали и завршио је на четвртом мјесту, минут и 15 секунди иза Мајкла Сторера. На етапи 17, Еган Бернал је напао на 61 km до циља, што је пратио само Роглич. Роглич је напао у финишу, отишао од Бернала и остварио соло побједу, док је група од шест возача достигла Бернала у последња два километра; Кус је побиједио у спринту и завршио је етапу на другом мјесту, спријечивши Рогличеве конкуренте да узму секунде бонификације. Завршио је на осмом мјесту у генералном пласману, што је био најбољи пласман неког америчког возача на Вуелти од 2016. када је Талански завршио на петом мјесту; такође, то му је био први пут да је неку гранд тур трку завршио у првих десет, док је Роглич освојио Вуелту трећу годину заредом.
Године 2022. завршио је Тур де Романди на 12 мјесту, након чега је био лидер тима на Тур де Свис трци, док су Роглич и Јонас Вингегор били лидери на Критеријуму ди Дофине. Након прве четири етапе заостајао је десет секунди иза Стефена Вилијамса који је био лидер у генералном пласману, али је прије почетка пете етапе читав тим морао да напусти трку због ковида 19. У јулу је возио Тур де Франс, на којем су лидери били Роглич и Вингегор, док се Ваут ван Арт борио за етапне побједе и за класификацију по поенима. На седмој етапи, на успону Супер Планш де бел филс, Погачар и Вингегор су се одвојили и Погачар је остварио побједу, Роглич је завршио на трећем мјесту, а Кус на десетом. Роглич је због пада морао поново да напусти Тур, Стивен Кројсвајк је такође напустио због пада на етапи 15 и Кус је остао главни радник за Вингегора у брдима. На етапи 18, чији је циљ био на успону екстра категорије Отакам, Ван је био у бијегу, док је Кус радио у главној групи. У финишу је Ван Арт достигнут, а затим је Вингегор напао и остварио соло побједу, док је Ван Арт завршио на трећем, а Кус на осмом мјесту. Вингегор је освојио Тур и брдску класификацију, док је Ван Арт освојио класификацију по поенима, а Кус је завршио на 18 мјесту у генералном пласману. У финишу сезоне возио је Вуелта а Еспању, гдје је тим Јумбо—визма побиједио на екипном хронометру на првој етапи. Прије почетка девете етапе имао је температуру и напустио је трку.
Године 2023. завршио је УАЕ тур на петом мјесту у генералном пласману, а затим је Вуелта а Каталуњу завршио на 14 мјесту. У мају је возио Ђиро д’Италију први пут послије 2019. На етапи 12 је био у бијегу, али није могао да прати нападе у финишу и завршио је на 15 мјесту, преко два минута иза Ника Денца. На етапи 16 је радио за Роглича до финиша када су напали други возачи и завршио је на петом мјесту, минут иза Жоаа Алмеиде и Герента Томаса, док је Роглич изгубио 25 секунди. На хронометру на етапи 20 завршио је на шестом мјесту, минут и пет секунди иза Роглича, који је побиједио са 40 секунди испред Томаса, чиме је надокнадио заостатак од 26 секунди и освојио је Ђиро са 14 секунди испред Томаса, док је Кус завршио на 14 мјесту. У јулу је возио Тур де Франс, гдје је радио за Вингегора. Захваљујући добрим вожњама био је на десетом мјесту у генералном пласману у првом дијелу трке, након чега је етапу 14 завршио на петом мјесту и дошао је до шестог мјеста. Био је у првих десет све до етапе 20, када је пао након 25 km и изгубио је 20 минута, а етапу је завршио прекривен крвљу и завојима око лијевог ока и уха. Тур је завршио на 12 мјесту у генералном пласману, 37 минута иза Вингегора који је освојио други пут заредом.
У августу је возио Вуелта а Еспању, заједно са Рогличем и Вингегором, изјавивши да је спреман да их подржи. То му је био пети гранд тур заредом који је возио и први пут у каријери је возио сва три исте године, а када год је возио неки гранд тур, возачи из тима Јумбо—визма су га освојили. На шестој етапи је отишао у бијег заједно са још око 40 возача, међу којима су били Микел Ланда, Ваут Пулс, Лени Мартинез и Ромен Барде. На последњем успону се издвојила мала група возача, Кус је напао и остварио етапну побједу 26 секунди испред Мартинеза и дошао је на друго мјесто у генералном пласману, осам секунди иза Мартинеза, који је постао најмлађи лидер Вуелте у историји. Осму етапу је завршио на седмом мјесту у групи фаворита, а након што је Мартинез изгубио око минут, преузео је црвену мајицу за лидера трке 43 секунде испред Марка Солера, што му је био први пут у каријери да је био лидер неке гранд тур трке, поставши такође први амерички лидер Вуелте након Кристофера Хорнера 2013. На етапи 13, чији је циљ био у Француској на успону Кол ди Турмале, Ремко Евенепул је отпао на око 90 km до циља; У финишу је прво напао Вингегор и стекао предност, након чега је из групе напао Кус, а затим и Роглич; Вингегор је побиједио 30 секунди испред Куса, док је Роглич завршио 33 секунде иза и њих тројица су дошла на прва три мјеста у генералном пласману. На етапи 16, Вингегор је напао на последњем успону, на 3,9 km до циља и остварио је соло побједу, док је Кус завршио минут и пет секунди иза, чиме је његова предност смањена на 29 секунди испред Вингегора. На етапи 17, чији је циљ био на успону Алто де л’Англиру, Роглич је напао на 2 km до циља, Вингегор је пратио а Кус је отпао. Роглич је радио на челу све до циља и остварио је побједу испред Вингегора, док је Кус завршио на трећем мјесту 19 секунди иза и задржао је црвену мајицу осам секунди испред Вингегора. Након етапе Роглич је изјавио да би волио да Кус освоји али да мора да размишља и о својим амбицијама, док је Вингегор изјавио да би такође волио да Кус освоји и да је све на етапи прошло како су планирали. На етапи 18 Роглич и Вингегор нису нападали већ су радили за Куса док је у финишу Вингегор отпао и завршио девет секунди иза, чиме је Кус повећао предност на 17 секунди. На етапи 20 у финишу су се од групе фаворита одвојили Хуан Ајусо, Енрик Мас и Микел Ланда, док је Кус етапу завршио заједно са Рогличем и Вингегором, 16 секунди иза. На последњој, етапи 21, није било промјена; тим Јумбо—визма је заостао 26 секунди иза главне групе како би заједно прошли кроз циљ и Кус је освојио Вуелту 17 секунди испред Вингегора и минут и осам секунди испред Роглича. Постао је први возач након Гастонеа Ненчинија 1957. који је возио сва три гранд тура у једној сезони и освојио један, док је Јумбо—визма постао први тим у историји који је у једној сезони освојио сва три гранд тура.